# Río Las Piedras (Perú)
El Río Las Piedras, o río Tacuatimanu, es un importante afluente del río Madre de Dios en el sureste de la Amazonía Peruana.

## Geografía de la Región de Las Piedras
El Río Las Piedras está ubicado en el departamento de Madre de Dios, capital oficial de la biodiversidad en Perú, y forma parte del Hotspot de Biodiversidad de los Andes Tropicales. El Hotspot de Biodiversidad de los Andes Tropicales contiene el mayor porcentaje de plantas y animales endémicos en el mundo. El río Las Piedras es el afluente más largo del río Madre de Dios y más del 99% de su drenaje se encuentra en las tierras bajas del Amazonas, por debajo de 400 metros. La capital del distrito de Las Piedras es la ciudad de Planchón, que se encuentra en la provincia de Tambopata en el departamento de Madre de Dios.
Grandes porciones de las cabeceras del río Las Piedras están protegidas por el Parque Nacional Alto Purús. Debajo de Alto Purús en el río Las Piedras se encuentra la Reserva Territorial Madre de Dios, que es el territorio oficial de los indígenas Mashco-Piro, quienes han permanecido viviendo en aislamiento voluntario desde por lo menos el momento del auge del caucho que comenzó en la década de 1860. Aguas abajo de la Reserva Territorial Madre de Dios existen concesiones madereras comerciales y los territorios indígenas de Monte Salvado y Puerto Nuevo.
Debajo de las concesiones madereras y las comunidades indígenas se encuentran concesiones castañeras y varias pequeñas comunidades indígenas y mestizas, incluidas las comunidades mestizas de Lucerna y Sabaluyoc. En esta parte de la cuenca del río Las Piedras, también hay varias grandes concesiones privadas orientadas a la conservación, incluido el Amazon Research and Conservation Center- ARCC tambien conocido como Lago Soledad que proteje 9000 h en Consecion de Conservación y 1040 h como Consecion de turismo, el Centro Amazónico Las Piedras (LPAC) (11,021 acres - 4,460 ha), administrado por la organización peruana sin fines de lucro ARCAmazon, El Bosque de Arbio, gestionado por la organización Arbio Perú (2.264 acres – 916 ha) la concesión Jungle Keepers (2.180 acres - 882 ha), que es una organización sin fines de lucro con sede en Perú, y tierra protegida por Hoja Nueva, que es una organización sin fines de lucro con sede en los Estados Unidos.

## Historia de la región Las Piedras
El nombre indígena original del río Las Piedras es "Tacuatimanu" . Las comunidades indígenas de la región incluyen a los Mashco-Piro, Amahuaca y Yine. En la primera de muchas expediciones que exploraron el río Las Piedras, el padre Pío Aza lideró un grupo en 1911 para localizar grupos indígenas locales y establecerlos en misiones cristianas. Los Mashco-Piro y Amahuaca fueron explotados y esclavizados por los barones del caucho desde el auge del mismo. El auge del caucho llegó a Las Piedras en 1894 después de que se encontraron grandes concentraciones de caucho de alta calidad. El cauchero peruano de origen judío alemán, Carlos Scharff, tuvo una participación importante en cuanto al acceso de nuevas alternativas navegación al haber encontrado una ruta relacionada con este río. Se cree que los miembros Mashco-Piro que viven en aislamiento voluntario hoy en día están relacionados con miembros de los grupos Mashco-Piro que huyeron de los barones del caucho locales antes de la esclavización o después de atacar a éstos por ser maltratados, internándose luego a los bosques para evitar la persecución.
El idioma Mashco-Piro es parte del Arawak y el Amahuaca es parte de la familia lingüística Pano. Los Masco-Piro viven en los afluentes de los ríos Manu, Los Amigos, Las Piedras y Tahuamanu. Se cree que estos grupos seminómadas se mueven estacionalmente entre las cabeceras de los ríos Manu, Alto Púrus y Las Piedras [12]. Los Amahuaca viven en la comunidad de Boca Pariamanu y en comunidades aisladas en el alto río Piedras. Los Yine viven en el territorio indígena de Monte Salvado, que se encuentra en el límite de la Reserva Territorial Madre de Dios. Los Yine de Monte Salvado llegaron de la región peruana de Urubamba alrededor de 1994. Los miembros de la comunidad indígena de Monte Salvado y el vecino Puerto Nuevo fueron evacuados por el gobierno en 2013 luego de la aparición de 200 hombres indígenas armados que asaltaron la aldea. Los asaltantes tomaron mantas, machetes, cuerdas y comida. Aún no está claro qué provocó el ataque, pero se han presentado varias propuestas, que incluyen amenazas cada vez mayores por parte de narcotraficantes y madereros y un clima inusualmente frío relacionado con el cambio climático reciente.
El boom del caucho en el río Las Piedras finalizó alrededor de 1912, pero en las últimas décadas, Las Piedras ha sido sede de otras formas de extracción de recursos, incluida la prospección petrolífera, varios auges de la madera y la pavimentación de la cercana Carretera Interoceánica. En 1996, se otorgó a Mobil Oil una concesión de 1,500,000 ha para prospectar petróleo. La compañía finalmente se retiró de la región después de que se encontraron cantidades insuficientes de petróleo. La tala de maderas duras tropicales, particularmente el cedro y la caoba, ha sido una industria comercial local desde los años setenta. El mayor auge de la tala se produjo en la década de 1990 debido indirectamente a la demanda internacional de caoba y cedro tropical. En 2002, un estudio estimó que había 231 campamentos madereros en la cuenca del Piedras con unos 2.000 madereros operando en el área. En ese momento, los investigadores registraron más de $ 5 millones en dólares de madera que viajaban al mercado local en Puerto Maldonado y que en un mes los campamentos madereros en el río Piedras consumieron más de 2,000 mamíferos y más de 2,000 aves. También estimaron que la cosecha mensual de carne de animales silvestres durante este período fue de alrededor de 41,000 kg [14]. Durante el auge de la tala de la década de 1990 y principios de 2000, hubo un aumento en los informes de madereros que se encontraron con indígenas no contactados, con el 17% de los madereros entrevistados que informaron contacto con personas indígenas que viven en aislamiento voluntario [14]
Cambios recientes en el uso de la tierra en la región media del río Piedras
Recientemente, la pavimentación de la Carretera Interoceánica ha aumentado la presión sobre los bosques, la vida silvestre y las comunidades indígenas de la región del Piedras. La Carretera Interoceánica fue un proyecto de $ 2,800 millones (USD) que mejoró más de 20 puentes y miles de kilómetros de carretera. Estas mejoras ahora permiten el viaje continuo por carretera y el envío de mercancías por tierra entre los puertos en Brasil y los puertos en Perú. Aún no se han experimentado los efectos completos de la carretera, ya que la carretera solo se completó en 2011, pero porciones de la zona baja y media de Las Piedras están ahora bajo una mayor amenaza de deforestación. Esta conclusión se basa en el hecho de que al otro lado de la frontera en Acre, Brasil, la carretera pavimentada afecta los bosques a 45 km de la carretera y hay puntos donde las zonas bajas del Piedras y la zona media están a 30 km de la carretera. Además de la tala, la agricultura y el ecoturismo, las nueces del Brasil son una industria importante en la cuenca hidrográfica del río Piedras. Se cree que los cambios recientes en las leyes forestales están afectando la mayor cantidad de madera que se extrae de las concesiones de castaña en Madre de Dios.
Desde 2013, las concesiones de ecoturismo cerca del Centro Amazónico Las Piedras (LPAC) continúan experimentando deforestación, pero el LPAC no se ha visto afectado gracias a los esfuerzos de la ONG peruana ARCAmazon. La principal amenaza para los bosques alrededor de LPAC y la comunidad cercana de Lucerna es la tala de bosques para cacao y ganado [18]. Desde 2013, se han despejado 1.495 acres (605 hectáreas), incluyendo 300 acres (134 hectáreas) en 2017.
Flora y Fauna
La cuenca Las Piedras es hogar de muchas especies diferentes de animales y plantas. Entre estos se encuentran en situación de amenaza el mono araña peruano y la nutria de río gigante. También se han observado osos hormigueros gigantes, jaguares y ocelotes dentro de la cuenca.
El río también se caracteriza por albergar arcilla, donde las aves y los animales se reúnen para consumir sodio y otros minerales.
Tributarios al Río Piedras
- Boleo
- Ceticayo
- Chanchamayo
- Curiacu
- Huascar
- India
- Panguana
- Pingachari
- Pumayacu
- Ronsoco
- Ronsoquito
- San Francisco
- Panguamayo
- Pariamanu
- Shahuana